# Los héroes del Olimpo
Los héroes del Olimpo es una pentalogía de aventura, ficción mitológica y fantasía escrita por el estadounidense Rick Riordan que como tal forma una secuela de la serie Percy Jackson y los dioses del Olimpo. La pentalogía está compuesta por las novelas El héroe perdido, publicada en 2010, El hijo de Neptuno (2011), La marca de Atenea (2012), La casa de Hades (2013) y La sangre del Olimpo (2014).
Riordan se inspiró en el vellocino de oro y los héroes que vivieron antes de Aquiles. La serie es una de las tres que forman parte de la franquicia de medios Las Crónicas del Campamento Mestizo.

## Argumento
La saga sigue a Percy Jackson y los dioses del Olimpo. Mientras que la serie anterior se basa en la Titanomaquia, esta se basa en la Gigantomaquia de la mitología griega. Una profecía dada en El último Héroe del Olimpo, describe los acontecimientos de la saga The Heroes Of Olympus. Semidioses, hijos de mortales y dioses griegos, que viven en secreto en la era moderna se ofrecen en ambas series. Esta saga introduce semidioses romanos, niños producidos de Dioses Romanos, que están separados de sus homólogos griegos. Estos dos grupos de semidioses, son enemigos y han estados forzados a vivir separados. Hasta ese momento, cuando se deben unir para lograr derrotar a la diosa Gea y a sus Gigantes.

## Nueva Gran Profecía/Profecía de los Siete
Esta profecía es conocida como la "Nueva Gran Profecía" para los griegos y la "Profecía de los Siete" para los romanos. Fue introducida en el libro El último héroe del Olimpo.
 Siete mestizos responderán a la llamada,

 Bajo la tormenta o el fuego el mundo debe caer

 Un juramento que mantener con un último aliento,

 Y los enemigos en armas ante  las Puertas de la Muerte.
Los siete semidioses de la profecía son: Percy Jackson (hijo de Poseidón), Annabeth Chase (hija de Atenea), Jason Grace (hijo de Júpiter), Piper McLean (hija de Afrodita), Leo Valdez (hijo de Hefesto), Hazel Levesque (hija de Plutón) y Frank Zhang (hijo de Marte).

## Novelas

### El héroe perdido
Establecida al menos cuatro meses después del final de la serie de Percy Jackson, El héroe perdido presenta a los personajes Jason Grace, Piper McLean y Leo Valdez. Jason se despierta en un autobús de una escuela de delincuentes juveniles. Él no tiene ningún recuerdo de cómo llegó allí o quién es, a pesar de que Piper y Leo dicen ser sus mejores amigos. El grupo está de excursión en el Gran Cañón, donde una horda de Venti (espíritus tormenta romanos, siendo Anemoi Thuellai en su versión griega) ataca a los tres y su profesor supervisor, el entrenador Gleeson Hedge, quien se revela como un sátiro y se enfrenta al Venti. Jason es capaz de derrotar a los ayudantes del Venti, durante la pelea pierde un zapato. Sin embargo, el Venti captura al entrenador Hedge y huye. Dos extraños llegan en un carro volador: Annabeth y Butch, un hijo de Iris. Annabeth es hostil con Jason cuando se reúnen porque ella había tenido una visión en la que Hera le daba una pista sobre el paradero de su novio desaparecido, Percy Jackson, diciendo que para encontrar a Percy tenía que encontrar a un chico sin un zapato, pero Percy no estaba allí cuando ella llega.
Jason, Piper y Leo se van al Campamento Mestizo y se les informa que son semidioses, hijos de los antiguos dioses griegos. Leo y Piper luego son reclamados por sus padres divinos, Hefesto y Afrodita, respectivamente. Jason se revela como hijo de Júpiter después de usar su poder y convocar un rayo. También descubre que es el hermano de Thalia, un personaje principal de la serie Percy Jackson. Jason recuerda a Thalia cuando la ve en una foto en la cabaña de Zeus y se entera de que Hera ha robado sus recuerdos. En menos de un día después, los tres nuevos semidioses son enviados en una misión urgente para rescatar a Hera que ha sido secuestrada por un gigante. Los tres partieron en la espalda de un dragón gigante robótico, Festus (también nombrado como: El Dragón Feliz). En el camino, Jason, Piper y Leo se encuentran y se enfrentan a: Boreas, tres Cíclopes, Medea, el rey Midas, el rey Lycaon y su manada de hombres lobo y Eolo. Descubren que los secuestradores de Hera son subordinados de Gea y que buscan derrocar a los olímpicos.
Salvan al padre de Piper, quien Encelado tenía secuestrado, y a Hera. Detienen temporalmente los planes de Gea, pero el recién ascendido Porfirión (Porphyriôn) es capaz de escapar. Con parte de su memoria, Jason se da cuenta de que él es de la contraparte romana del Campamento Mestizo, llamado Campamento Júpiter y Hera cambió su lugar con Percy Jackson, quien se encuentra ahora en el Campamento Júpiter sin recuerdos de su vida en el Campamento Mestizo.

### El hijo de Neptuno
El hijo de Neptuno se abre con Percy Jackson, siendo perseguido por dos Gorgonas. Mientras hace su escape, se encuentra con una anciana llamada Juno. La anciana se revela como la diosa Juno (Hera) y le da dos opciones: ofrecerle un favor o huir. Como favor, Percy le lleva a través del pequeño río Tíber, que es un río poderoso. Al hacerlo, pierde su invencibilidad otorgada por el Río Estigio. Cuando llega a su destino se encuentra con Hazel Levesque, hija de Plutón, y Frank Zhang, un hijo de Marte. Percy salva a Frank de las Gorgonas, ahogándolas. Percy es llevado al campamento después de que Juno le introduce en el campamento Júpiter.
Durante los juegos de guerra, una actividad del campamento de Júpiter, Percy impresiona a todos con sus habilidades e instintos de combate, a pesar de que no son las tácticas romanas y son más de estilo griego. Después de los juegos, una de las líderes de la Quinta Cohorte fue encontrada gravemente herida y muere gracias a Octavio, un legado de Apolo
. Unos momentos más tarde, ella regresa con vida. Marte, el dios de la guerra, a continuación, aparece e informa a los campistas que "La muerte ha perdido su fuerza". También reclama a Frank Zhang como su hijo. Marte insiste en que Percy y Frank debe ir en una misión para liberar a Tánatos, el dios de la Muerte, que ha sido capturado en Alaska y ya no es capaz de mantener a nadie muerto. Frank pide que Hazel también vaya en la búsqueda y parten hacia Alaska. Mientras viajaban en su búsqueda, Percy se esfuerza por recuperar su memoria. Una y otra vez, recuerda las cosas, pero nunca de dónde. El único recuerdo claro para él es una chica llamada Annabeth. Hazel revela que ella había muerto hace mucho tiempo, pero que su medio hermano, Nico di Angelo (hijo de Hades), la salvó del Inframundo. Frank informa a los otros dos que Hera le dio un pedazo de madera cuando bebé que está ligado a su vida, si la madera se quema por completo, él muere. Después de muchos eventos y monstruos, como basiliscos, gigantes y un encuentro inesperado con las amazonas, finalmente llegan a Alaska, donde encuentran Tánatos encadenado. Sus cadenas sólo pueden ser rotas por el trozo de madera atado a la vida de Frank. Percy defiende a Frank mientras funde las cadenas con su madera, perdiendo más y más de su vida. Hazel ataca a Alcioneo, el gigante nacido para oponerse a Plutón. Tánatos es finalmente puesto en libertad y con la ayuda del caballo de Hazel, Arión, arrastran al gigante de su tierra (Alaska) a Canadá, donde es capaz de ser asesinado.
Percy recupera su memoria en la carrera de vuelta al campamento Júpiter. Sabiendo que el campamento es atacado, Percy se hace cargo y dirige a los romanos en la batalla con la ayuda de las amazonas. La moral de los romanos se recarga después de descubrir que Percy había recuperado el estandarte perdido del campamento, que había estado desaparecido durante años. Percy entonces desafía al gigante, Polibotes, a un duelo y llama a Término, el dios de la frontera romana, para ayudarle a derrotar al gigante. Le han dicho que sólo cuando los dioses y semidioses pueden trabajar juntos los gigantes pueden morir. Percy finalmente derrota a Polibotes mediante el uso de la cabeza de la estatua de Término "como un arma". El campamento luego lo nombró un pretor, líder del campamento romano. Los semidioses griegos del Campamento Mestizo aparecen en el buque gigante con el nombre de Argo II hacia el campamento. Los romanos discuten si atacar a la nave. Como pretor, las órdenes de Percy hacen que paren el fuego. Si los griegos atacaban, él sería el culpable, pero él no estaba preocupado. Poniendo sus brazos alrededor de Frank y Hazel, se acerca a su "otra familia".

### La marca de Atenea
Annabeth está aterrorizada. Justo cuando está a punto de reencontrarse con Percy después de pasar seis meses separados gracias a Hera, parece que el Campamento Júpiter se está preparando para la guerra. Mientras Annabeth y sus amigos (Jason, Piper y Leo) vuelan en el Argo II, no puede culpar a los semidioses romanos por pensar que el barco es un arma griega. Con el brillante mástil del dragón de bronce, la fantástica creación de Leo no parece demasiado amigable. Annabeth espera que cuando vean a su pretor Jason en cubierta confirme a los romanos de que el Campamento Mestizo viene en son de paz.
Y ese es uno más de sus problemas. En su bolsillo, Annabeth carga un regalo de su madre que vino con una petición enervante: “Sigue la Marca de Atenea. Véngame”.

### La casa de Hades
En el final de La Marca de Atenea, Annabeth y Percy caen en un pozo que conduce directamente al Tártaro. Los otros cinco semidioses tienen que dejar a un lado su dolor y seguir las instrucciones de Percy para encontrar el lado mortal de las puertas de la muerte. Si son capaces de abrirse paso luchando contra las fuerzas de Gaia(madre de los titanes y diosa griega de la tierra), y Percy y Annabeth pueden sobrevivir a la casa de Hades, los siete serán capaces de sellar las puertas de ambos lados y evitar que los gigantes alcen a Gaia. Pero, se pregunta Leo, si las puertas están cerradas, ¿Cómo podrán Percy y Annabeth escapar? No tienen otra opción. Si los semidioses no tienen éxito, los ejércitos de Gaia nunca morirán. No tienen tiempo. Dentro de un mes, los romanos marcharán al Campamento Mestizo. Las apuestas son más altas que nunca en esta aventura que se sumerge en las profundidades del Tártaro.

### La sangre del Olimpo
Aunque los miembros de la tripulación griega y romana del Argo II han logrado todos sus misiones, todavía no están más cerca de derrotar a la madre tierra, Gaia. Sus gigantes han aumentado - todos ellos , y son más fuertes que nunca-. Ellos deben detenerlos antes de la Fiesta de la Esperanza, cuando Gaia planea sacrificar a dos semidioses en Atenas. Ella necesita su sangre - la sangre de Olimpo- con el fin de despertar. Los semidioses están teniendo visiones más frecuentes de una terrible batalla en el Campamento Mestizo. La legión romana del Campamento Júpiter, dirigido por Octavian, está muy cerca. Aunque es tentador llevar la Atenea Parthenos a Atenas para usarla como un arma secreta, ellos saben que la enorme estatua pertenece a Long Island, donde podría ser capaz de detener una guerra entre los dos bandos. La estatua se destinará al oeste mientras que el Argo II irá al este. Los dioses todavía sufren de trastorno de personalidad múltiple, siendo inútiles. Su única opción es una muy peligrosa: ir a Atenas. Ellos ya han sacrificado demasiado. Y si Gaia despierta todo acabará.

## Libros complementarios

### Los diarios del semidiós
Los diarios del semidiós, también escrito por Rick Riordan, es el primer libro complementario de la serie. Fue lanzado el 14 de agosto de 2012. Este libro no se ubica en una línea temporal precisa ya que a diferencia del resto de la saga, no es una historia en si sino que son 4 mini-historias que se sitúan entre distintos libros. En español se encuentra junto a "El expediente del semidiós" en un compendio titulado "Percy Jackson y la vara de Hermes & otras historias de semidioses"

## Personajes
- Percy Jackson: "Sesos de alga" Hijo de Poseidón, dios griego del mar y la mortal, Sally Jackson.Es un increíble espadachín, puede controlar el agua, crear huracanes personales, respirar bajo el agua, es capaz de crear burbujas de aire debajo del agua y puede elegir si mojarse o no. Además es capaz de crear maremotos, aunque consumen mucha de su energía. Se entiende con los caballos y los pegasos, los últimos suelen llamarlo "Jefe". Tiene una obsesión por la comida azul. Es el novio de Annabeth Chase. Es un joven enérgico, extrovertido, valiente, y está dispuesto a arriesgar su vida para salvar a sus amigos, familiares, extraños, y a veces incluso a sus enemigos. Tiene un sentido del humor sarcástico e inteligente, una actitud relajada, y se ha ganado el respeto de todos los dioses. Era el antiguo pretor de Nueva Roma. Percy posee pelo azabache y ojos verde mar.

- Annabeth Chase: "Chica lista" Hija de Atenea, diosa griega de la sabiduría y del mortal, Frederick Chase. Es buena en el combate y creando estrategias, tiene una inteligencia superior por ser hija de Atenea, arquitecta oficial del Olimpo, rescató la Atenea Parthenos. Novia de Percy Jackson. Es fuerte de mente, terca, e increíblemente valiente y atrevida, además de buena improvisando. Annabeth muestra muchos signos de intrepidez, posesión, valentía y determinación además de ser analítica, estratégica, y además es muy sabia. Annabeth posee cabello rubio y ojos grises.

- Jason Grace: "Superman Rubio" Hijo de Júpiter, dios romano de los cielos y el rayo (hermano menor de Thalia Grace), y de la mortal, Beryl Grace. Puede volar controlando los vientos y provocar pequeñas tormentas, además de tener una sobrehumana capacidad para soportar la electricidad y manejarla a su gusto. Tiene una gran tendencia a desmayarse en medio de las batallas. Novio de Piper McLean. Tiene un fuerte sentido del honor, seriedad, la justicia, y del deber, pero también demuestra tener una gran compasión. Era el antiguo pretor de Nueva Roma. Posee pelo rubio y ojos azules.

- Piper McLean: "Reina de Belleza" Hija de Afrodita, diosa griega de la belleza y amor, y del mortal Tristan McLean. A diferencia de sus medio-hermanos,  odia la atención y descuida su aspecto, intentando esconder la belleza natural que posee. Tiene el don de la embrujahabla, (charmspeak en inglés) es decir que puede convencer a las personas utilizando magia en su voz.Novia de Jason Grace. Piper es una persona muy cariñosa y amorosa, además es extremadamente valiente, divertida y amigable. Tiene cabello castaño oscuro y ojos que cambian de color como un caleidoscopio, además de ascendencia Cherokee.

- Leo Valdez: "El Chico del fuego" Hijo de Hefesto, dios griego del fuego, la forja y los herreros, y de la mortal, Esperanza Valdez (fallecida). Es muy hábil para crear y reparar artilugios, demasiado inclusive para un hijo de Hefesto. Además puede manejar cualquier vehículo y arreglar cualquier cosa. Tiene una habilidad muy poco común entre los hijos de Hefesto: controla el fuego, pudiendo controlarlo sin quemarse. Novio de la hechicera Calipso. Es hiperactivo (incluso más de lo que es común en un semidiós), tolerante, alegre, divertido, coqueto y le encanta contar chistes, incluso si no son divertidos. Es muy inteligente y honesto, y se preocupa por sus amigos y familiares, aunque a veces no piensa antes de actuar, y le gusta hacerles bromas a la gente, emocionalmente es inestable, debido a que constantemente se culpa de la muerte de su madre. Leo tiene cabello negro rizado, orejas puntiagudas, complexión delgada, una cara alegre e infantil, y una sonrisa pícara. Su defecto fatídico es sentirse inferior a los demás.

- Hazel Levesque: "Detectora de Metales" Hija de Plutón, dios romano del Inframundo, de la muerte y la riqueza, y de la mortal, Marie Levesque (fallecida). Murió en el pasado, pero cuando se abrieron las Puertas de la Muerte su medio-hermano (Nico Di Angelo) la sacó del Inframundo. Puede convocar piedras preciosas y metales preciosos, aunque antes malditos en ambos casos, también puede moldearlos y tiene un gran sentido de orientación en los túneles por debajo de la tierra. Es muy talentosa para la magia y puede manejar la Niebla a su gusto. Es novia de Frank Zhang. Es una chica brillante, creativa, y posee un gran amor por la equitación, pero siente aversión hacía el canotaje ya que se marea en los botes o en los barcos, y sobre todo hacía las maldiciones, además es muy confiada, terca y cariñosa. Es actualmente la Pretoria de Nueva Roma. Posee piel oscura, largo cabello rizado de color castaño y unos hermosos ojos dorados.

- Frank Zhang:"Fai Zhang" Hijo de Marte, dios romano de la Guerra, y de la mortal, Emily Zhang (fallecida), además es descendiente de Neptuno. Heredó el don familiar que proviene de los primeros Argonautas, por lo que puede convertirse en cualquier cosa que desee, como animales especialmente. Cuando obtuvo la bendición de Marte, se volvió más tonificado, alto, fuerte y corpulento, ya que antes parecía "un luchador de sumo bebé". Su novia es Hazel Levesque. Frank es un chico tímido, cínico y pesimista, debido a su torpeza y su baja autoestima. Sin embargo, logra evadir estos sentimientos con un fuerte sentido del deber, lealtad, y su amor hacía Hazel. Puede llegar a ser muy valiente, y un gran comandante en el campo de batalla. Es actualmente el pretor de Nueva Roma. Posee cabello oscuro y ojos rasgados (es chino, además de canadiense y romano).

- Nico di Angelo : "Rey de los fantasmas" Hijo de Hades, dios griego del Inframundo, de la muerte y los espíritus (fantasmas), y la mortal, Maria Di Angelo (fallecida) y hermano de Bianca di Angelo (fallecida). Puede convocar muertos, viajar por las sombras y ordenar fantasmas, los cuales están obligados a cumplir su voluntad. En el Campamento Júpiter era conocido como el "Embajador de Plutón", es la mano derecha de su padre. Al igual que Hazel (su medio-hermana) proviene del pasado. Él vivió durante setenta años en Hotel Casino Loto y se mantuvo igual de joven por la magia del lugar. Estuvo enamorado de Percy, pero acabó reconociendo que no era su tipo. Es cauteloso, triste y desconfiado, además es poco fiable, y se le es muy fácil guardar rencor y, aunque parezca lo contrario, es cariñoso, valiente, leal, habilidoso con la espada, extrovertido, ingenioso, inteligente, y estratégico. Tiene cabello negro, el cual siempre luce desgreñado, piel oliva y ojos oscuros.

- Reyna Ávila Ramírez-Arellano:: "R.A.R.A" Hija de Belona, diosa romana de la Guerra. Pretora del Campamento Júpiter, el campamento romano. Puertorriqueña,: trabajó para la hechicera Circe en su isla (A la que llegan Annabeth y Percy en "El Mar de los Monstruos") . Hermana directa de Hylla, reciente reina de las Amazonas. Tuvo una atracción hacia Jason mientras ambos eran pretores, pero luego él conoció a Piper. También fue rechazada por Percy al llegar Campamento Júpiter, esta vez porque Percy sabía que tenía novia, Annabeth. Es una persona muy tenaz y muy estricta con los miembros de la Duodécima Legión, y tampoco le gusta ser cuestionada por nadie. Sin embargo, la razón por la que es tan estricta es porque ella está decidida a proteger a su familia. Tiene penetrantes ojos negros y un brillante cabello negro peinado en una trenza.

- Gleeson Hedge: También conocido como Entrenador Hedge y "Entrenador super cabra" es un sátiro de mediana edad que acompaña a los semidioses durante toda la saga. Comienza siendo el protector de Jason Grace, Piper McLean y Leo Valdez y termina siendo el "adulto responsable" del Argo II, algo que resulta ridículo según los demás tripulantes, ya que el sátiro tiene un gusto especial por los golpes, artes marciales y la violencia. Su frase estrella, es, precisamente, "¡MUEEEREEE!". Está casado con Mellie, una ninfa de las nubes, y tiene un hijo llamado Chuck.